# Трешњин цвет
Трешњин цвет је назив за цвет неколико врста из рода Prunus, посебно цвета јапанске трешње, Prunus serrulata, који се у Јапану назива сакура.
Тренутно су оне широко дистрибуиране, посебно у топлотном појасу северне Земљине хемисфере, укључујући Јапан, Непал, Индију, Тајван, Кореју, Кину, Западни Сибир, Иран и Авганистан. Поред хризантема, сматра се националним цветом Јапана. Многе врсте које су култивисане за орнаменталну употребу, производе мали, неукусни плод. Јестиви плод производе сорте сродних врста Prunus avium и Prunus cerasus.

## Гледање цветова
„Ханами” је вековима стар обичај прављења пикника испод цветајуће сакуре или дрвета уме. Сматра се да је обичај настао током Нара периода (710—794), када су цветови уме одушевљавали људе, али су до Хеиан периода (794—1185) цветови трешње привлачили више пажње, и ханами је постао синоним за сакуру. Од тада, у оба вака и хаику, „цвеће” (花хана) значи „цветови трешње”. Овај обичај је раније био извођен од припадника вишег слоја Империјалног Двора, али је ускоро проширен на самураје и, до Едо периода, на остатак народа. Токугава Јошимуне је засадио много стабала трешњиног цвета како би то подржао. Испод дрвећа сакуре, људи су одржавали обеде и пили саке за време прослављања празника.
Сваке године, Јапанска Метеоролошка Агенција и публика прати sakura zensen (развиће трешњиног цвета) док се оно шири северним правцем ка архипелагу са надоласком топлијег времена преко ноћне прогнозе, пратећи временску прогнозу на вестима. Цветање почиње у Окинави у jануару, и обично захвата Кјото и Токио крајем марта или почетком априла. Наставља се на подручја виших надморских висина и ка северу, стижући у Хокаидо пар недеља касније. Јапанци обраћају велику пажњу на ове прогнозе и излазе у великом броју у паркове, светилишта и храмове са породицом и пријатељима како би одржали прославу посматрања цветова. Ханами фестивали прослављају лепоту трешњиних цветова и за многе представљају шансу да се опусте и уживају у дивном призору. Обичај ханами датира од пре много векова у Јапану. Хронике Нихона Шокиа (日本書紀) садрже записе да су се ханами фестивали одржавали од трећег века.
Многе јапанске школе и јавне грађевине имају саднице трешњиних цветова у својим двориштима. Како фискална и школска година почињу у априлу, у разним деловима Хоншуа, први дан рада или школе се поклапа са сезоном трешњиног цвета.
Јапанско удружење трешњиног цвета је направило листу од Јапанских Топ 100 места Трешњиног Цвета, са најмање једном локацијом у свакој префектури.

## Употреба у кулинарству
Трешњини цветови и лишће су јестиви и користе се у исхрани у Јапану:
- Цветови се киселе у соли и умезу (сирће од шљиве), и користе се како би пружили непоновљив укус у wagashi слаткишима (традиционална јапанска посластица) или у анпан (јапанска слатка лепиња, најчешће испуњена зрнима црвеног пасуља).
- Сољу-укисељени цветови у врућој води називају се sakurayu, и то се пије на разним прославама попут венчања уместо зеленог чаја.
- Лишће, углавном са Ошима трешњама због мекоће, се такође укисељавају у сланој води и користе се за ткзв. сакурамочи (sakuramochi).

Пошто лишће садржи кумарин, који је отрован у великим дозама, не препоручује се њихово конзумирање у великим количинама.

## Симболизам у Јапану
Цветови трешње у Јапану симболизују облаке због своје природе цветања у маси. Поред тога, трајна су метафора за ефемерну природу живота, аспекат јапанске културне традиције који је често повезан са будистичким утицајем и садржан у концепту mono no aware. То је свест о пролазности живота и ствари са елементима натприродног. Повезаност цветова трешње са пролазношћу живота полази од полихистора из 18. века Мотори Норинаге. Пролазност цветова, изврсна лепота и несталност често су повезани са смртношћу и грациозним и лаким прихватањем судбине и карме. Из тог разлога, цветови трешње су дубоко симболични и често се користе у јапанској уметности, манги, анимеима и филму, као и на музичким перформансима за амбијенталне ефекте. Постоји најмање једна популарна народна песма, првобитно писана за шакухаћи(бамбусова флаута), под насловом „Сакура” и неколико поп песама са тим именом. Цвет је такође приказан на разним врстама робе широке потрошње у Јапану, укључујући кимоно, канцеларијски прибор и посуђе.
Друштво Сакуракаи или Трешња је било име које су изабрали млади официри у Царској јапанској армији у септембру 1930. године за своје тајно друштво основано са циљем реорганизације државе уз тоталитарне милитаристичке линије, преко државног удара ако је потребно.
Током Другог светског рата, цвет трешње је коришћен да мотивише јапански народ на национализам и милитаризам. Чак и пре рата цвет је коришћен у пропаганди да инспирише „јапански дух”, као у „Песми младог Јапана”, који велича ратнике спремне „да се распрше као небројени цветови трешње”. Године 1932. поезија Акико Јосано позвала је јапанске војнике да издрже патње у Кини и упоређивала мртве војнике са цветовима трешње. Аргументи да би планови Битке у заливу Лејте, који су укључивали све јапанске бродове, Јапану представљали озбиљну опасност ако не успеју, супростављали су се молби да се морнарици дозволи да „цвета као цвеће смрти”.
Последња порука снага на Пелелиу (острво) била је „Сакура, сакура”- цветови трешње. Јапански војници ће их сликати на бочним странама својих авиона пре него што почну самоубилачку мисију, или су чак носили гране овог дрвета у своје мисије. Цвет трешње осликан на страни бомбаша симболизовао је интензитет и пролазност живота. На тај начин је естестска асоцијација била промењена тако да је падање цветних латица представљало жртву младости у самоубилачким мисијама у част цара. Прва камиказна јединица имала је подјединицу под називом Yamazakura (дрво трешње). Влада је чак охрабривала људе да верују да су душе срушених ратника реинкарниране у цветовима.
У својим колонијалним предузећима, империјални Јапан је често садио дрвеће трешње са значењем „захтевања окупиране територије као јапанског простора”.
Цветови трешње су преовлађујући симбол у ирезумију, традиционалној уметности јапанских тетоважа. Код тетовирања, цветови вишње често се комбинују са другим јапанским симболима, попут: кои рибе, змајева и тигрова. Цветови трешње су послужили као инспирација за креирање маскоте(Someity) за Летње параолимпијске игре које ће се одржати у Токију 2020. године.

## Подврсте и цват
Јапан има велику разноврсност цветова трешње; тамо се може пронаћи преко 200 култивара. Следеће врсте, хибриди и подврсте, цењене су по сакури:
- Prunus apetala var. pilosa
- Prunus campanulata
- Prunus × furuseana
- Prunus × incam
- Prunus incisa var. incisa
- Prunus incisa var. kinkiensis
- Prunus × introrsa
- Prunus × kanzakura
- Prunus × miyoshii
- Prunus padus
- Prunus × parvifolia
- Prunus pendula
- Prunus pseudocerasus
- Prunus × sacra
- Prunus sargentii
- Prunus serrulata
- Prunus × sieboldii
- Prunus × subhirtella
- Prunus × syodoi
- Prunus × tajimensis
- Prunus × takenakae
- Prunus verecunda
- Prunus × yedoensis

Најпопуларнија врста у Јапану је Јошино трешња (јап: 染井吉野 Somei Yoshino, лат: Prunus × yedoensis). Њено цвеће је скоро чисто бело, прошарано светло ружичастом, посебно близу петељке. Цветају и обично отпадну у року од недељу дана, пре него што лишће изађе. Због свега тога, дрвеће изгледа скоро бело од врха до дна. Сорта добија назив по селу Сомеи (Somei: данас Тошима у Токију). Развијана је од средине па до краја 19. века, тј. крајем Едо периода и почетком Меји периода. Јидаигеки и друга дела фикције често приказују сорту у Едо периоду или раније. Такви прикази представљају анахронизме.
Prunus × subhirtella autumnalis или зимска сакура, почиње да цвета у јесен и наставља цветање током целе зиме. Она је прелаз између едохиганзакуре, Токио Хиган трешње (Prunus incisa, енг: Fuji cherry), и мамезакуре (P. pendula).
Друге категорије укључују: јамазакуру, шидарезакуру, јазекуру. Јазекура има велике цветове, наглашене богатим ружичастим латицама. Шидарезакура, или плачућа трешња, има гране које падају попут оних код тужне врбе, притом носећи слапове ружичастог цвећа.

## По држави

### Аустралија
Током Другог светског рата, камп ратних затвореника близу града Ковра у Новом јужном Велсу, Аустралија, била је локација једног од највећих бегова из затвора током рата, 5. августа 1944. Током бекства четири аустралијска војника и 231 јапански војник су умрли и 108 затвореника су рањени. Јапанско ратно гробље задржало је мртве од раскида, након рата, припадници Ковра РСЛ-а, а 1963. отпуштени су у Јапан . Године 1971. развој Ковра туризма је одлучио да прослави ову везу са Јапаном и предложио је јапанску башту за град. Јапанска влада се сложила да подржи ово развиће као знак захвалности за њихово опхођење према мртвима. Развој је такође добио средства од аустралијске владе и приватних ентитета. Башту је дизајнирао Кен Накајима (1914—2000), светски познати дизајнер вртова у то време. Прва фаза је отворена 1979. године, друга је отворена у 1986. Баште су биле дизајниране у стилу Едо периода и представљају kaiyu-shiki или шеталиште. Они су дизајнирани да покажу све врсте пејзажа у Јапану. Са пет хектара Ковра јапанска башта је највећа јапанска башта на јужној хемисфери. Годишњи фестивал цветања трешње током септембра је главни догађај у туристичком календару Ковра.

### Бразил
Са јапанском дијаспором у Бразилу, многи имигранти су донели саднице трешње. У држави Сао Паоло, дом највећој јапанској заједници изван Јапана, уобичајено је наћи их у објектима у Јапану. Углавном се могу наћи сорте Prunus serrulata 'Yukiwari' и Prunus serrulata var Iannesiana 'Himalaya. Неки градови као што је Кампос до Јордао имају годишње фестивале да прославе цветања дрвећа и јапанску културу. У Парани, многи градови су примили имигранте, који су засадили дрвеће, као у Апукарани, Маринги, Каскавелу, а посебно у главном граду Куритиба.
У Куритиби прве саднице су донели јапански имигранти у првој половини 20. века, али велике количине њих су биле посађене деведесетих година прошлог века, уз отварање ботаничке баште у Куритиби.

### Канада
Ванкувер, Британска Колумбија, позната је по хиљадама стабала трешње (око 50,000) који уоквирују многе улице и паркове, укључујући Парк краљице Елизабете и Стенли парк. Ванкувер одржава Ванкувер фестивал трешњиног цвета сваке године. Са многим врстама и мењањима температуре, крећу да цветају у фебруару и стају у априлу. Хај парк у Торонту, Онтарио, има бројне Сомеј Јошино (Somei-Yoshino) трешње (најраније цвета и вољена је због свог паперјастог белог цвећа) које је Торонту дао Јапан 1959 године. Током пројекта Сакура, Јапански конзулат донирао је додатне 34 трешње Хај парку у 2001. години и другим локацијама као што су место изложбе Мекмастер универзитет, Јорк универзитет (близу Calumet колеџа и на Отава путу близу McLaughlinколеџа) и универзитета у Торонту главну (поред Робардс библиотеке) и Scarboroughкампуса. Има неколико и близу Нијагариних водопада. Краљевске ботаничке баште у Бурлингтону и Хамилтону такође је била прималац неколико Somei-Yoshino трешњиних дрвећа које је донирао Генерални конзулат Јапана у Торонту у склопу пројекта Сакура. Дрвеће се налази у Арборетуму и Каменој башти и засађени су да прославе стално јачање пријатељства између Јапана и Канаде. Последње време цветања у Краљевским ботаничким вртовима је обично око последње недеље априла или прве седмице маја.

### Кина
Трешњино дрвеће природно расте на северним и јужним деловима Кине, област око мора. Ипак, најпознатији паркови трешњиних дрвећа у Кини показују Јапаново кратко занимање деловима Кине током прве половине 20. века или донацију из Јапана:
- Longwangtang трешњин врт у Lushun, Dalian, Liaoning
- Источно језеро трешњиног дрвета парк близу Wuhan универзитета, у Donghu дистрикту, Wuhan,Hubei
- Wuhan универзитет, у Donghu дистрикту, Wuhan ,Hubei
- Nanshan

ботаничка башта у Nan'an дистрикту, Chongquing

### Француска
Parc de Sceauxсе налази у предграђу Париза, има два воћњака трешњиног дрвећа, један за беле цветове трешње (Prunus avium) и један за розе цветове трешње (Prunus serrulata), а други са око 150 стабала који привлаче многе посетиоце када цвета почетком априла.

### Немачка
Цвет трешње је главна туристичка атракција у немачкој регији Altes Land orchard.
Највећи ханами у Немачкој, Хамбургу, са ватрометом у јапанском стилу, који организује немачко-јапанско друштво, привлачи десетине хиљада гледалаца сваког пролећа. Почевши од 2015. године, Хамбургу је било дозвољено да прихвати титулу, „Краљица трешњиног дрвета”, од јапанске асоцијације трешњиног дрвета. Један од три града широм света добије овакву привилегију. Прва краљица трешњиног дрвета је била, „крунисана”, од стране Јапана 23. маја.
У 1990. уз претходне делове Берлинског зида, Јапан је донирао трешњино дрвеће како би изразио захвалност на поновном уједињењу Немачке. Поклон је подржан донацијама јапанског народа које су омогућиле да се посади преко 9.000 стабала. Прво дрвеће је посађено у новембру те године у близини Glienicker моста .
Фестивал трешњиног дрвета у Bonn Altstadtје веома познат.

### Индија
У Индији трешњино дрво је такође атракција. Пре свега у хималајским државама Himachal Pradesh, Uttarakhand, Jammu и Kashmir, Sikkim и северни дистрикти западног Бенгала, Jalpaiguri и Darjeeling. Храмски градови као Kalpa, Sarahan, Chitkul, Sangla и Narkanda су препознатљиви по свом цвету дивље трешње током пролећа, који прекривају хималајско подножје. Могу се видети у разним ботаничким вртовима попут: Нилгири брда, Гаро брда и Khasi брда.
Prunus cerasoides је дивља хималајска трешња и кисела трешња, на хиндију је знана као падма. Она је листопадно дрво које се може наћи у источним, јужним или југоисточној Азији. Из породице Rosaceaeје и из рода Prunus. Недавно је општинско одељење Колката и шумарски одељење засадили трешњина стабла преко главних градских места као Рајархат. Били су у потпуности цветни прве недеље марта 2017.

### Кореја
Порекло цветова трешње у Кореји је спорно. Јапанци су посадили Yoshino дрво у Changgyeonggung и преглед цветова трешње је уведен у Кореју током јапанске владавине. Фестивали су се наставили и пошто се Јапан предао на крају Другог светског рата, али су били контроверзни, а многе трешње су биле исечене да прослављају петогодишњицу предаје Јапана, јер су их сматрали симболима окупације. Корејци су наставили да посађују Yoshino дрвеће и фестивали су кренули да привлаче широк домен туриста. Многи корејски медији су тврдили да Yoshino трешња је иста врста као и корејска домаћа, угрожена врста звана краљевска трешња.Њена огромна производња се и даље проучава. У 2007. спроведена је студија о упоређивању краљевске и Yoshino трешње. Закључено је да ова два дрвета категоризована као две различите врсте. У 2016. студија о ДНК је указала на независно порекло између краљевске трешње и Yoshino трешње. У 2016. нови научни назив Cerasus x nudiflora је додељен краљу трешњи да би се разликовао од Yoshino (Prunus x yedoensis) трешње. У Кореји цветови трешње имају значење чистоће и лепоте.

### Холандија
Током 2000. године, Јапански женски клуб поклонио је 400 стабала трешње граду Амстелвену. Дрвеће су посадиле у парку Амстердаму Босу. Посебан детаљ је да свако дрво има своје име, 200 трешњи има женске холандске називе.

### Нови Зеланд
Хагли парк је највећи урбани отворени простор у Крајстчерчу. Нови Зеланд има и много дрвећа трешње од неколико варијетета.

### Тајван
Типично се налазе у планинским пределима, цветови трешње су популарна атракција на Тајвану, са бројним специјално прилагођеним туристичким турама.
Међу најприступачнијим и најпопуларнијим спадају Yangmingshan у Тајпеју и Wuling у Taichung .

### Тајланд
Дрвеће трешње може се наћи на северном Тајланду. Град Pyin Oo Lwin, познат као „град трешања”, је популаран због трешњиних цватова током пролећа.

### Уједињено Краљевство
Батсфорд Арборетум у Глостишеру (Енглеска)држи националну колекцију јапанских села трешања, сато-сакура групе. Универзитет Keлe у Стефордшејру има једну од највећих збирки цвећа трешње са више од 150 врста.

### САД
Јапан је поклонио 3.020 стабала трешње Сједињеним Државама 1912. године да прослави тада растуће пријатељство нација, замењујући ранији поклон од 2.000 стабала који су морали бити уништени због болести 1910. године. Ово дрвеће је засађено у парку Сакура у Менхетну и обележава обалу реке Тидал и коловоз у парку Источни Потомасу у Вашингтону, а прва два стабла су поставили прва дама Хелен Тафт и гроф Чинда Сутеми на обали реке Тидал .
Поклон је обновљен са још 3.800 стабала 1965. године. У Вашингтону дрвеће трешње и даље представља популарну туристичку атракцију (и предмет годишњег Националног фестивала трешње) када до почетка пролећа постигну потпуни цвет. У непосредној близини Вашингтона, у предграђу Кенвуда у Бетесди у Мериленду има око 1.200 стабала која су популарна међу туристима и локалним људима. Бранч Брук парк у Њу Џерзију се одржава од стране жупаније Есекс. То је најстарији жупанијски парк у Сједињеним Државама и дом је највећој колекцији дрвећа трешње са око 5.000 стабала.
Такође Балбоа парк у Сан Дијегу има 2.000 стабала које цветају средином и крајем марта. У Лос Анђелесу, преко 2.000 стабала налази се на језеру Балбоа у Ван Нуису. Ово дрвеће је поклонио анонимни јапански донатор и било је засађено 1992. године. Они потичу од једног родитеља, и развијени су да расту у топлим климатским условима. Филаделфија је такође дом за више од 2.000 цветних јапанских трешања, од чега је половина била поклон од јапанске владе 1926. године у част 150. годишњице америчке независности, док је другу половину засадило Јапанско удружење великана Филаделфија, између 1998. и 2007. Филаделфијски цветови трешње налазе се у оквиру Фармаунт парка, а годишњи фестивал Субару трешњиног цвета у Великој Филаделфији слави цветање дрвећа. Универзитет Вашингтона у Сијетлу има цветове трешње у свом дворишту. Други амерички градови имају годишњи фестивал трешње (сакура матсури), укључујући Међународни фестивал трешњиног цвета у Мацону, Џорџија, на којем се налази преко 300.000 стабала трешња. Бруклин ботаничка башта у Њујорку такође има велики, добро посећиван фестивал . Портсмут, Њу Хемпшир, је место мировне конференције која је донела „Уговор из Портсмута”, за коју су захваљујући изворна дрвећа из Вашингтона. Неколико трешњиних стабала посвећених на обали плимског језера поред портсмутске градске сале су поклон јапанског сестринског града Ничинана — родног града Маркиза Комура Јутара (јапанског представника на конференцији). Универзитет Охајо у Атини, Охајо, има 200 somei yoshino дрвећа, поклон од сестринске институције, јапанског Chubu универзитета.